# Simbad y el ojo del tigre
Simbad y el ojo del tigre (cuyo título original en inglés es Sinbad and the Eye of the Tiger) es una película de aventuras, del año 1977, dirigida por Sam Wanamaker y producida por Charles H. Schneer y Ray Harryhausen. Este último es también el responsable de los efectos especiales, en esta película basados fundamentalmente en la técnica de la animación en volumen. La película resultó ser una exitosa versión en la gran pantalla del legendario personaje de Simbad.
Esta es la tercera película de la así llamada «trilogía de Simbad». Las dos anteriores, para las que también Harryhausen había aportado sus talentos de técnico de efectos especiales, habían sido Simbad y la princesa (The 7th Voyage of Sinbad, 1958) y El viaje fantástico de Simbad (The Golden Voyage of Sinbad, 1973).

## Argumento
Simbad (Patrick Wayne), el aventurero más osado y famoso que jamás haya cruzado los siete mares, se ha pasado la vida tentando el riesgo. Recibirá por ello la misión de llevar a un poderoso príncipe a unas tierras lejanas para librarlo del hechizo que lo transformó en un papión. Simbad y la princesa Farah (Jane Seymour) encuentran un viejo alquimista griego llamado Melanthius (Patrick Troughton), quien dice saber dónde encontrar la cura que podría romper con el maleficio.
Para conseguirlo tienen que encontrar un lugar en el polo norte, donde el frío no existe a causa de la magia de un lugar antiguo y muy poderoso. Solo allí el hechizo puede ser roto. Sin embargo Zenobia, la responsable del maleficio, se percata de lo que ocurre y los persigue con el objetivo de evitarlo y no se detendrá ante nada para conseguirlo.

## Reparto
- Patrick Wayne - Simbad
- Taryn Power - Dione
- Margaret Whiting - Zenobia
- Jane Seymour - Farah
- Patrick Troughton - Melanthius
- Kurt Christian - Rafi
- Nadim Sawalha - Hassan
- Damien Thomas - Kassim

## Producción
La banda sonora instrumental de la producción cinematográfica fue compuesta por Roy Budd.